# Departamento Concepción (Corrientes)
Concepción (hasta 1870 llamado por el nombre guaraní de su cabecera, Yaguareté Corá, "guarida del yaguar" o, mejor, escondite del yaguar, aún utilizado popularmente) es un departamento de la provincia de Corrientes, en el noreste de Argentina, que ocupa 5281.6 km², en la región centro-norte de la provincia.
La zona habitada del departamento se concentra en su sección noroeste; la sección restante está ocupada mayormente por la reserva natural de los esteros del Iberá. La mayor de las unidades de conservación creadas para paliar los daños ecológicos provocados por la represa de Yacyretá en el vecino departamento de Ituzaingó está alojada en esa zona.
La geografía de la zona es baja y uniformemente húmeda, aún fuera de la zona de esteros en grandes extensiones; la densidad de vegetación hace muy difícil el acceso a ciertas regiones del departamento. El nombre tradicional no se debe tanto a la presencia efectiva de yaguaretés —de los que, sin embargo, fue uno de los últimos núcleos habitados en Argentina— como al frecuente recurso de los forajidos a ella para escapar de la persecución legal.
La capital del departamento es la homónima Concepción del Yaguareté Corá; junto con ella, Tabay y Colonia Santa Rosa son los principales núcleos poblacionales de la zona. Según el censo de 2010, 21 113 personas vivían en el departamento, casi la mitad de ellas en zonas rurales.

## Historia
El pueblo de Yaguareté Corá fue fundado en 1796. En 1868 fue creada la comisión municipal de Yaguareté Corá.
El 8 de marzo de 1870 el vicegobernador Santiago Baibiene decretó la división del departamento Yaguareté Corá en dos secciones, la primera comprendida entre el río Corriente y Batelito y la segunda todo el territorio restante hasta el Santa Lucía.
El 3 de noviembre de 1870 fue sancionada la ley que cambio la denominación del pueblo y del departamento Yaguareté Cora a Concepción. 
El 7 de marzo de 1917 el gobernador Mariano Indalecio Loza aprobó por decreto el Cuadro comparativo de la subdivisión en Departamentos y Secciones de la Provincia de Corrientes; Límites interdepartamentales e interseccionales, que fijó para el departamento Yaguareté Corá los siguientes límites:

Departamento Concepción - Límites departamentales:
 Norte: Esteros del Santa Lucía; Este: Límite Este de la propiedad María Blanca Balestra, parte del límite Sur de la misma propiedad y límite Este de las de Luis Basaluzzo y Ambrosio Frontini, el estero Ajuku, los límites, Este de las propiedades de Víctor Calvo, suc. Lezcano, A. Gallardo, A. V. Artigas, el riacho que forma el límite Este de la isla Rincón de Carambola (propiedad A. A. Pedro y Allende y Cía); Sur: Lagunas y esteros del Iberá, cortando la laguna Itatí y corriendo a los largo del río Corriente hasta el mojón Sur de la propiedad de Matilde C. de Cavia; Oeste: Límite Sudoeste de la misma propiedad, doblando en dirección Oeste en los esteros del Batel y corriendo después en dirección Nordeste hasta encontrar la prolongación del límite Oeste de la propiedad de Carlos Pujol, la que sigue hasta el estero Santa Lucía.

El cuadro señaló que el departamento estaba dividido en 5 secciones:

El Departamento está dividido en cinco Secciones, con los siguientes límites:
 1ra. Sección: Norte: Esteros del río Batel; Este: Límite Este de las propiedades Luis Basaluzzo y Ambrosio Frontini, el estero Ajuku, los límites Este de las propiedades de Víctor Calvo, suc. Lezcano, A. Gallardo, A. V. Artigas, el riacho que forma el límite Este de la isla Rincón de Carambola, A. Pedro y Allende y Cía; Sur: Lagunas y esteros del Iberá; Oeste: Límite Oeste de la propiedad de Victorio Torrent, límites Sur y Oeste de la propiedad Manuel A. Romero, límite Oeste de las propiedades de B. de Arbo, José M. Lafuente, Bernarda Sánchez y G. Blanco;
 2da. Sección: Norte: Esteros del Batel; Este: Límite Este de Patricio González y Carlos Pujato; Sur: Esteros del Batelito; Oeste: Esteros del Batel;
 3ra. Sección: Norte: Esteros del Santa Lucía; Este: Límite Este de la propiedad María Blanca Balestra; Sur: Esteros del Batel; Oeste: Límite Oeste de las propiedades de Leonarda A. de Millán y Narciso Madariaga;
 4ta. Sección: Norte: Esteros del Santa Lucía; Este: Límite Este de las propiedades Blasia B. de Aguado, sucesión Leandro Aguado y de Feliciano Alvarez; Sur: Esteros del Batel; Oeste: Límite Oeste de la propiedad de Carlos Pujol y su prolongación hasta el estero Batel;
 5ta. Sección: Norte: Esteros del Batel; Este: Límite Este de las propiedades de F. B. de Aguirre, J. Balbuena, Nacianceno Solís, B. de Romero, límites Norte y Este de la propiedad de Tomás Oliván; Sur: Esteros y laguna Iberá y río Corriente; Oeste: Límite Oeste de la propiedad Matilde C. de Cavia.

El 29 de septiembre de 1920 fue promulgada la lay n.º 315 que reconoce como comisión municipal electiva a Concepción.
El 31 de agosto de 1935 fue publicado el decreto del vicegobernador Pedro Resoagli que determinó los límites de los departamentos:

Departamento Concepción: Tiene los siguientes límites generales: Norte: Los Esteros del Santa Lucía, desde la prolongación en estos, del límite occidental de la propiedad de Carlos Pujol (Guajaivi Rincón) hasta el mojón N.E. de la propiedad de María Blanca Balestra; Este: Una línea que iniciándose en los Esteros del Santa Lucía, en el mojón N.E. de la propiedad de María Blanca Balestra, sigue el límite oriental de la misma propiedad, y el de las del Dr. Juan Balestra y Mercedes C. de Rolón, hasta el mojón S.E. de esta última; continúa por el límite sud de la propiedad de Mercedes C. de Rolón, este de las de Luis Basaluzzo y Ambrosio Frontini hasta el estero Ajuku, por el que continúa hasta el deslinde oriental de las propiedades de Víctor M. Calvo, J. Corrales, B. Herrero, G. I. de Castro, V. S. Lezcano, G. Lezcano, Albino Gallardo, A. N. Artigas, José D. Niz, hasta el riacho que forme el límite Este de la Isla denominada Rincón del Carambola (propiedad de M. Allende y Cía), cuyo eje se prolonga hasta los Esteros del Yvera; Sud: Una línea que cortando las lagunas y esteros del Iberá toma por el medio la Laguna Itatí y continúa a lo largo del río Corriente, aguas abajo, hasta el mojón S.E. de la propiedad de los sucesores de Matilde C. de Cavia; Oeste: Desde el mojón S.E. de la propiedad de la sucesión de Matilde C. de Cavia, sobre el río Corriente, la línea sigue el límite S.O. de esta propiedad hasta los Esteros del Batelito, de la que contorna el Rincón de Luna hasta los esteros del Batel, por los cuales sigue hasta encontrar el límite Oeste de las propiedad de Carlos Pujol, por el que continúa hasta los esteros del Santa Lucía.

El 21 de agosto de 1941 fue promulgada la ley n.º 940 que creó la comisión de fomento de Colonia Santa Rosa.
El 23 de julio de 1959 fue promulgada la ley n.º 1976 que creó la comisión de fomento de Colonia Tabay.
El 27 de septiembre de 1988 fue promulgada la ley n.º 4242 que creó el municipio de tercera categoría de Tatacuá.
El 22 de diciembre de 1988 fue promulgada la ley n.º 4264 que fijó el límite del área jurisdiccional subrural del municipio de Colonia Santa Rosa.
El 3 de septiembre de 1998 fue promulgada la ley n.º 5279 que elevó a la segunda categoría al municipio de Colonia Santa Rosa.
El 13 de septiembre de 2000 fueron promulgados los decretos ley n.º 72/2000, 73/2000, 74/2000 y 75/2000 que fijaron los límites respectivos de los municipios de Concepción, Tabay, Tatacuá y Colonia Santa Rosa.
El 31 de mayo de 2012 fue promulgada la ley n.º 5568 que renombró a la localidad de Concepción como Concepción del Yaguareté Corá.

## Población
Cuenta con 26 282 habitantes (Indec, 2022), lo que representa un incremento promedio anual del 1.9% frente a los 21 113 habitantes (Indec, 2010) del censo anterior. 

La mediana de edad se estableció en 26 años.
| Gráfica de evolución demográfica de Departamento Concepción entre 1991 y 2022 |
|                                                                               |
| Fuente: censos nacionales del INDEC                                           |

## Localidades
La mayor parte de la población se concentra en la ciudad de Santa Rosa y en menor medida en la localidad cabecera del departamento. El resto es población de carácter rural, dispersa o asentada en pequeñas localidades, alguna de ellas de reciente formación.
| Cabecera (Población 2010) | Ciudades (Población 2010) | Otras localidades (Población 2010)       |
| ------------------------- | ------------------------- | ---------------------------------------- |
| Concepción (4022 hab.)    | - Santa Rosa (7143 hab.)  | - Tabay (1687 hab.) - Tatacuá (731 hab.) |